# MediaPaper
Die MediaPaper war die Schülerzeitung der Grund- und Gemeinschaftsschule in Schwarzenbek (Kreis Herzogtum Lauenburg, Schleswig-Holstein).

## Geschichte
Gegründet wurde die MediaPaper im Schuljahr 1995/1996 als Schulzeitung an der Realschule Schwarzenbek. Erleichtert wurde dies durch die neue Möglichkeit, einen Wahlpflichtkurs (WPK) auch fachungebunden und fächerübergreifend einzurichten. Herausgeber waren die Wahlpflichtkurse „Medien“ des neunten und zehnten Jahrgangs unter der Leitung von Realschullehrer Dirk Lenke. Es entstand eine Zeitschrift, die bis zur Umwandlung der Realschule am 31. Juli 2009 insgesamt 88 Ausgaben herausbrachte.
Nach dem Zusammenschluss der Realschule Schwarzenbek mit der Grund- und Hauptschule Friedrich-Wilhelm-Compe-Schule Schwarzenbek zur Grund- und Gemeinschaftsschule Schwarzenbek wurde die Zeitschrift unter gleichem Namen weitergeführt. Herausgeber waren seither die Schülerinnen und Schüler des Wahlpflichtunterrichts (WPU) „Medienkunde“.
Mit der Tochter eines Gründungsmitglieds, die von 2015 bis 2019 für die MediaPaper schrieb, war eine zweite Generation für diese Schülerzeitung tätig.
Im Juni 2019 erschien mit Heft Nr. 137 die letzte Ausgabe. Seither gibt es nur noch Online-Beiträge auf der Schulwebsite.

## Inhalt

### Themen
- Unsere Schule

Schulfeiern, Sportveranstaltungen, Vorhabenwochen, Theatervorführungen, Klassenfahrten, Exkursionen, Offene Ganztagsschule, Patenkinder Indien, Autorenlesungen, Verkehrserziehungstage, Schulverein, Ehemaligen-Ecke, Termine, Lehrerfragebogen, Fototagebuch, Rechtschreibfehler-Suche
- Stadt Schwarzenbek und Umgebung

Jugendzentrum, Vereine, Ferienleseclub, Open Air
- Rest der Welt

Wissen, Buchvorstellung, Filme
- Unterhaltung

Rätsel, Leserwitze, Fotowettbewerbe, Schüler-/Lehrerquartett, Psycho-Tests, Horoskope, Sprüche

### Schwerpunktthemen
- Gewalt (Heft Nr. 92, 24. März 2010)
- Sucht (Heft Nr. 103, 10. Februar 2012)
- Geschwister (Heft Nr. 113, 31. Januar 2014)
- Reisen (Heft Nr. 118, 19. Februar 2015)
- Jubiläum „20 Jahre MediaPaper“ (Heft Nr. 122, 22. November 2015)

### Artikel über ehemalige Schülerinnen und Schüler (Auswahl)
- Ann-Kathrin Karschnick (Autorin): Nr. 111 (27. September 2013)
- Maximilian Seibt „Max Power“ (Schlagzeuger bei Montreal): Nr. 65 (21. Dezember 2005)
- Frank Spinngieß (Schlagzeuger bei Kind of Blue): Nr. 27 (21. Juni 2000)
- Markus Tiedemann (Autor): Nr. 112 (22. November 2013)

## Ziele der Redaktion
MediaPaper sollte möglichst häufig (mindestens fünfmal pro Jahr) und möglichst pünktlich erscheinen. Die Leserbindung sollte über Mitmachaktionen, ein gleichbleibendes Layout und einen günstigen Preis erreicht werden. MediaPaper sollte nicht mehr Werbung als nötig und möglichst wenig Fehler enthalten.

## Format
MediaPaper erschien im Format DIN A5 und war geheftet. Gedruckt wurde in schwarz-weiß, seit Heft Nr. 51 (16. Januar 2004) gab es einen farbigen Umschlag. Von Heft Nr. 107 (6. Dezember 2012) bis Heft Nr. 134 (17. Mai 2018) wurden in der Mitte vier Seiten farbig gedruckt. Die Auflage betrug zwischen 100 und 500, die meisten Ausgaben hatten eine Auflage zwischen 250 und 350.

## Hefte
Die Erstausgabe erschien am 22. November 1995. Sie trug noch keinen Namen und umfasste 12 Seiten. Heft Nr. 50 erschien am 5. Dezember 2003 mit 40 Seiten. Das zehnjährige Jubiläum wurde mit Ausgabe Nr. 64 gefeiert (44 Seiten). Heft Nr. 100 erschien am 22. Juni 2011 mit 64 Seiten. Genau 20 Jahre nach Erscheinen der Erstausgabe wurde Heft Nr. 122 am 22. November 2015 mit 72 Seiten herausgebracht.
Die umfangreichste Ausgabe war Heft 124 (11. Mai 2016) mit 100 Seiten. Die meisten Ausgaben erschienen im 9. Jahrgang (2003/2004) mit 8 Ausgaben. Seit 2009 erschienen fünf Ausgaben pro Schuljahr.

## Cover
Das Logo mit der Feder im Tintenfass, das den Buchstaben „d“ darstellt, wurde von Angelika Okonska entworfen. Zum ersten Mal wurde es für Ausgabe Nummer 94 verwendet (30. Juni 2010). Seither wurde es immer wieder an Jahreszeiten oder Schwerpunktthemen angepasst. Vorläufer des Logos war eine einfache Feder, die von Jennifer Jekubik gezeichnet wurde. Die Feder kam in Heft 53 (7. April 2004) zum ersten Mal zum Einsatz. Das Logo zum 20-jährigen Jubiläum (Heft 122, 22. November 2015) gestaltete Sonngard Stropahl, es zeigt unter anderem die Ziffer 2 als Schwan und die Ziffer 0 als Mond.
Zum ersten Mal wurden bei Heft 120 (2. Juli 2015) zwei Teilauflagen mit verschiedenen Covern gedruckt, um auf die Artikel „Segeln“ und „Color Run“ aufmerksam zu machen. Bei Heft 124 (11. Mai 2016) gab es fünf verschiedene Titelbilder.

## Online
Neben den Artikeln, die auf der schuleigenen Homepage erschienen, wurden ausgewählte Artikel auch bei der Online-Zeitung Herzogtum direkt und – bis zur Einstellung der Seite zum 31. Mai 2018 – beim Leserportal der Bergedorfer Zeitung veröffentlicht. Dort waren zuletzt über 30 Beiträge online.

## Give-aways

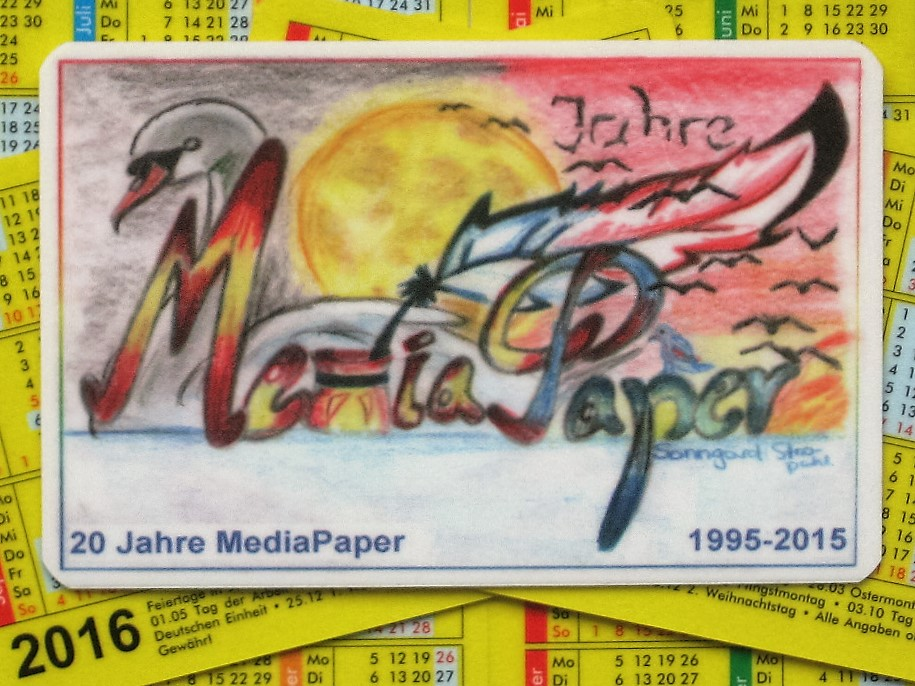
MediaPaper-Jubiläumskalender

Neben Stundenplänen und Ansichtskarten gab es folgende Give-aways:
- Mini-CD „Christina Stürmer“: Nr. 62 (8. Juni 2005)
- Mini-CD „Lilyjets“: Nr. 69 (28. Juni 2006)
- Mini-CD „Fertig, Los!“: Nr. 74 (23. März 2007)
- Lineal mit MediaPaper-Logo: Nr. 112 (22. November 2013)
- Schlüsselband (Lanyard) mit MediaPaper-Schriftzug: Nr. 117 (12. Dezember 2014)
- Taschenkalender mit MediaPaper-Jubiläumslogo von Sonngard Stropahl und Schulferien Schleswig-Holstein 2016: Nr. 122 (22. November 2015)
- Taschenkalender mit MediaPaper-Sommerferienmotiv von Lena Peilstöcker und Schulferien Schleswig-Holstein 2017: Nr. 126 (17. November 2016)
- Taschenkalender #3 mit MediaPaper-Jahreszeitenmotiv von Lena Peilstöcker und Schulferien Schleswig-Holstein 2018: Nr. 131 (22. November 2017)
- Taschenkalender #4. Zwei verschiedene Motive mit MediaPaper-Jahreszeitenmotiv von Lena Peilstöcker bzw. Leandra Bigi und Schulferien Schleswig-Holstein 2018: Nr. 136 (22. November 2018)

## Wettbewerbe
Die Redaktion der MediaPaper nahm 2016 zum ersten Mal am Wettbewerb „Vorfahrt für sicheres Fahren – Jugend übernimmt Verantwortung“ teil. Durchgeführt wird er vom Deutschen Verkehrssicherheitsrat e. V., der Deutschen Gesetzlichen Unfallversicherung, der Initiative „Kavalier der Straße“ und dem IZOP-Institut Aachen. Die Schüler gestalteten dazu eine ganze Seite der Lübecker Nachrichten mit drei Artikeln zu Sicherheitsstandards, einem Quiz und ihren Eindrücken zum Thema.

## Auszeichnungen
- 2004: 3. Platz des Schülerzeitungswettbewerbs „Spieglein, Spieglein an der Wand. Wer ist die Beste im ganzen Land?“ der Jugendpresse Schleswig-Holstein
- 2006: 1. Platz des Schülerzeitungswettbewerbs „Spieglein, Spieglein an der Wand. Wer ist die Beste im ganzen Land?“ der Jugendpresse Schleswig-Holstein[5]
- 2009: 3. Platz des Schülerzeitungswettbewerbs „Gesucht: Die beste Schülerzeitung“ der Jugendpresse Schleswig-Holstein
- 2014/2015: 1. Platz des Schülerzeitungswettbewerbs der Jugendpresse Schleswig-Holstein[6]
- 2018/2019: 1. Platz des Schülerzeitungswettbewerbs der Jugendpresse Schleswig-Holstein[7]